# Oceanijsko prvenstvo u košarci 2005.
Oceanijsko prvenstvo u košarci 2005. bilo je sedamnaesto izdanje ovog natjecanja. Igralo se od 17. do 21. kolovoza u Aucklandu i Dunedinu. Pobjednik se kvalificirao na SP 2006.

## Turnir
| 1. momčad   | Ishod   | 2. momčad   |
| ----------- | ------- | ----------- |
| Novi Zeland | 69 : 82 | Australija  |
| Australija  | 82 : 71 | Novi Zeland |
| Novi Zeland | 80 : 91 | Australija  |

| Pobjednici Oceanijskog košarkaškog prvenstva 2005. |
| AUSTRALIJA Petnaesti naslov                        |